# 邬梦兆
邬梦兆（1934年1月—2020年2月3日），广东大埔人，中国政治人物，广州市政协原主席。

## 生平
1934年1月出生于马来西亚柔佛州新山市。1949年在大埔参加工作。历任广东肇庆地委办公室主任，封开县委书记，广东省委办公厅副主任、副秘书长，广州市委常委、秘书长，广州市委副书记等职，兼任市委党校校长、市行政学院院长（1992年4月－1996年12月）。1993年6月至1998年6月，任广州市政协主席。1998年至2003年，任第九届全国政协委员、政协港澳台侨委员会委员。曾任中国国际茶文化研究会副会长、中国诗书画研究院名誉院长、广州诗社社长、广州茶文化促进会会长、中国作家协会广东省分会会员等职。2013年发起成立广东省茶文化促进会。2020年2月3日6时23分在广州逝世，享年86岁。

## 作品
著有《改革开放与党的建设》《改革开放与群团工作》《改革开放与精神文明》《改革开放与统一战线》《改革开放与人民政协》等专著；诗集《寐斋吟草》《寐熊新声》《茶人雅韵》《雅韵欢歌》；主编《新增广贤文》《四德通言》。